# مارينا زانيفسكا
مارينا زانيفسكا (بالأوكرانية: Заневська Марина Володимирівна) مواليد 24 أغسطس 1993 في أوديسا، هي لاعبة كرة مضرب أوكرانية تلعب باليد اليمنى وتحتل حالياً المرتبة رقم. 145 (8 فبراير 2016) في تصنيف رابطة محترفات كرة المضرب. هي إحدى بطلات الجراند سلام. أعلى تصنيف لها في الفردي كان المركز الـ 107 في سنة 2013.

## النهائيات

### الزوجي: 2 (الوصافة 2)
| الحصيلة | الرقم | التاريخ       | الدورة        | الأرضية | الشريك         | المنافس في النهائي               | النتيجة في النهائي |
| الوصافة | 1.    | 27 أبريل 2014 | مراكش، المغرب | ترابية  | كاتارزينا بيتر | غاربيني موغوروزا رومينا أوبراندي | 6–4, 2–6, [9–11]   |
| الوصافة | 2.    | 1 مايو 2015   | مراكش، المغرب | ترابية  | لورا سيجموند   | تيميا بابوش كريستينا ملادينوفيتش | 1–6, 6–7(5–7)      |

## الخط الزمني للفردي
مفتاح
| ف | ن | ن.ن | ر.ن | د# | د.م | ل | أ.أ | ت | غ | ب | ف | ذ | م.خ | ل.ت |

(ف) فاز بالبطولة (ن) وصل النهائي (ن.ن) نصف النهائي (ر.ن) ربع النهائي (د#) الأدوار الأربعة الأولى (د.م) دور المجموعات (ل) شارك في كأس ديفيز (أ.أ) خرج من الأدوار الاولى (ت) خسر التصفيات التأهيلية (غ) غاب عن الحدث أو البطولة (ب) حصل على ميدالية برونزية (ف) حصل على ميدالية فضية (ذ) حصل على ميدالية ذهبية (م.خ) بطولة الماسترز خُفضت إلى مرتبة أقل (ل.ت) البطولة لم تعقد في السنة المعينة.
لتجنب الارتباك وازدواجية الحساب، يتم تحديث هذه المعلومات إما في نهاية البطولة، أو عندما تكون مشاركة اللاعب في البطولة قد انتهت.
| الدورة            | 2014 | 2015 | 2016 | ف-خ |
| ----------------- | ---- | ---- | ---- | --- |
| أستراليا المفتوحة | ت1   | ت3   | د1   | 0–1 |
| فرنسا المفتوحة    | د1   | ت3   |      | 0–1 |
| بطولة ويمبلدون    | ت2   | ت1   |      | 0–0 |
| أمريكا المفتوحة   | د1   | ت3   |      | 0–1 |
| فوز-خسارة         | 0–2  | 0–0  | 0–1  | 0–3 |

## روابط خارجية
- مارينا زانيفسكا على موقع رابطة محترفات التنس (الإنجليزية)
- مارينا زانيفسكا على موقع الاتحاد الدولي لكرة المضرب (الإنجليزية)
- مارينا زانيفسكا على موقع كأس بيلي جين كينغ (الإنجليزية)
- مارينا زانيفسكا على موقع بطولة ويمبلدون (الإنجليزية)
- مارينا زانيفسكا على موقع خلاصة التنس.كوم (الإنجليزية)
- مارينا زانيفسكا على موقع إي إس بي إن.كوم (الإنجليزية)